# Alsasko
Alsasko (francouzsky Alsace, německy das Elsass, alsasky s’Elsass, česky dříve Elsasko) je bývalý správní region Francie. V mírně odlišných hranicích se jedná též o bývalou francouzskou provincii, zrušenou roku 1790. Nachází se na severovýchodě Francie u hranic s Německem a Švýcarskem.
Region se skládal ze dvou departmentů (Bas-Rhin a Haut-Rhin) a jeho hlavní město byl Štrasburk. Součástí stejnojmenné provincie byl ještě Belfort. Hlavní symbol Alsaska je čáp. Je součástí mnoha legend vyprávěných dětem.  
Od roku 2016 bylo Alsasko spolu s regiony Champagne-Ardenne a Lotrinsko sloučeno do nového regionu Grand Est.
V roce 2021 bylo na území Alsaska založeno Collectivité européenne d'Alsace.

## Geografie
Alsasko mělo rozlohu 8283 km² a byl to nejmenší region Francie. Nejvyšší horou je Ballon de Guebwiller (1426 m). Klima v Alsasku je polokontinentální, jsou zde studené zimy a horká léta. Alsasko je ideální místo na pěstování vína (hlavně město Colmar). Vína zde pěstovaná se nazývají Vin d’Alsace. Populace Alsaska v roce 2021 byla 1 919 745 lidí a stále roste. Alsasko má 231,9 obyvatel na km².

## Historie
V minulosti bylo Alsasko obydleno kočovnými lovci, poté Kelty a Římany, kteří toto území pečlivě střežili. Po pádu Říma bylo Alsasko kolonizováno Alamany a v 5. stol. bylo součástí Franské říše, později Svaté říše římské.
V průběhu třicetileté války vpadla do Alsaska francouzská vojska a Alsasko se stalo roku 1648 součástí Francie. Po Napoleonově porážce byl v zájmu udržení evropské rovnováhy na Vídeňském kongresu v roce 1815 potvrzen Rýn jako hranice mezi Německem a Francií. Po prusko-francouzské válce (1870–1871) bylo téměř celé Lotrinsko a Alsasko s výjimkou Belfortu připojeno k Německé říši, v níž tvořilo součást říšské země Alsaska-Lotrinska. Po první světové válce se stalo podle Versaillské smlouvy znovu součástí Francie. V průběhu druhé světové války bylo roku 1940 obsazeno německým vojskem. Po roce 1945 bylo území vráceno Francii. Moderní region však již Belfort (součást departementu Territoire de Belfort) nezahrnuje.
V roce 1948 byly departmenty Haut a Bas–Rhin připojeny k zřízené u obvodu IGAME (francouzsky: Inspecteur général de l'administration en mission extraordinaire) v Métách. IGAME zaniklo v roce 1964. Samostatný region Alsaska fungoval v období let 1956–2015.
Dne 7. dubna 2013 se konalo referendum, které navrhovalo zrušení současného administrativního uspořádání Alsaska, kvůli snížení administrativní zátěže malého regionu a připojení okolních regionů do jednoho celku. Na základě výsledku se proto 1. ledna 2016 Alsasko stalo součástí nového správního regionu Grand Est. Region vznikl sloučením tří bývalých regionů Alsasko, Champagne–Ardenne a Lotrinska.

## Ekonomika
Alsasko byl před svým zrušením jeden z nejprůmyslovějších regionů Francie, hrubý domácí produkt je zde 44,3 miliard eur (rok 2002). 68 % je soustředěno ve službách a 25 % v průmyslu.
Hlavní průmyslové aktivity Alsaska:
- pěstování vína
- vaření piva
- textilní a oděvní průmysl
- strojírenství (PSA Peugeot Citroën, Lohr, zaniklé de Dietrich, Bugatti)
- těžba dřeva
- těžba fosfátů a KCl
- zahraniční investoři (35 % firem je zahraničních)

## Kultura

### Církev
Většina Alsasanů jsou římští katolíci, ale v důsledku německého vlivu jsou zde také církve protestantské.

### Architektura
V Alsasku můžeme najít typické domy, které jsou postaveny v řadách. Jejich zdi jsou polodřevěné (kvůli blízkosti lesa) a mají ploché střechy.

### Kuchyně
Alsaská kuchyně je ovlivněna německou kuchyní. Typické je používání vepřového masa v mnoha podobách. Typická jídla jsou baeckeoffe, tarte flambée, sauerkraut, fleischnackas, choucroute garnie (alsasky sürkrüt, doslova „obložené zelí“). Na konec roku se zde organizuje mnoho slavností, na kterých se peče perník a mnoho druhů sladkostí. Alsasko je známé produkcí bílého vína. Nejznámější víno je suchý ryzlink.

## Turistika
Alsasko je oblíbený region pro turisty, největší a nejznámější města jsou:
- Štrasburk (francouzsky Strasbourg) je město bohaté na památky (gotická katedrála Notre-Dame de Strasbourg), centrum města je zapsáno na seznamu UNESCO. Je zde také mnoho muzeí (muzeum umění v Notre-Dame, Alsaské muzeum, muzeum egyptologie, muzeum moderního umění atd.)
- Mylhúzy (francouzsky Mulhouse) je druhé největší město Alsaska. Je zde muzeum automobilů, muzeum lokomotiv – největší ve Francii).
- Kolmar (francouzsky Colmar) je hlavní město departmentu Haut-Rhin a zároveň hlavní město vína. Je zde slunečné mikroklima s minimem srážek (550 mm). Je zde typická gotická architektura (klášter sv. Antonína).

Dalšími památkami v Alsasku jsou hrad Haut-Koenigsbourg, hora Sainte-Odile, ekomuzeum v Ungersheim, vánoční trhy (Štrasburk, Mylhúzy, Kolmar a Kaysersberg), německý koncentrační tábor Natzweiler-Struthof, muzeum deportace a opevnění v Schoenenbourg.

## Nejvýznamnější města
- Štrasburk
- Mulhouse
- Colmar
- Haguenau
- Schiltigheim
- Illkirch-Grafenstaden
- Saint-Louis
- Sélestat

## Známí Alsasané
- Frédéric Auguste Bartholdi – narozen v Colmaru, sochař, nejznámější dílo Socha Svobody
- Johannes Gutenberg – narozen v Mohuči, vynálezce a kovotepec, vylepšil knihtisk
- Hans Arp
- Max Bense
- Hans Bethe
- Gustave Doré
- Alfred Dreyfus
- Alfred Kastler
- Lev IX.
- Sébastien Loeb
- Marcel Marceau
- Albert Schweitzer
- Arsène Wenger
- Alfred Werner
- Mireille Mathieu - ač je jako rodiště uváděn Avignon, mluvilo se o ní jako o Alsasance

## Vydávání známek
Politické změny se odrážely na vzhledu vydávaných poštovních známek. V roce 1940 byla část jedné emise německých známek opatřena přetiskem Elsaß, jinak zde platily střídavě i souběžně známky jak francouzské, tak německé.